# Dysphania cancellata
Dysphania cancellata là một loài bướm đêm trong họ Geometridae.